# Komma-Dickkopffalter
Der Komma-Dickkopffalter (Hesperia comma) ist ein Schmetterling (Tagfalter) aus der Familie der Dickkopffalter (Hesperiidae).

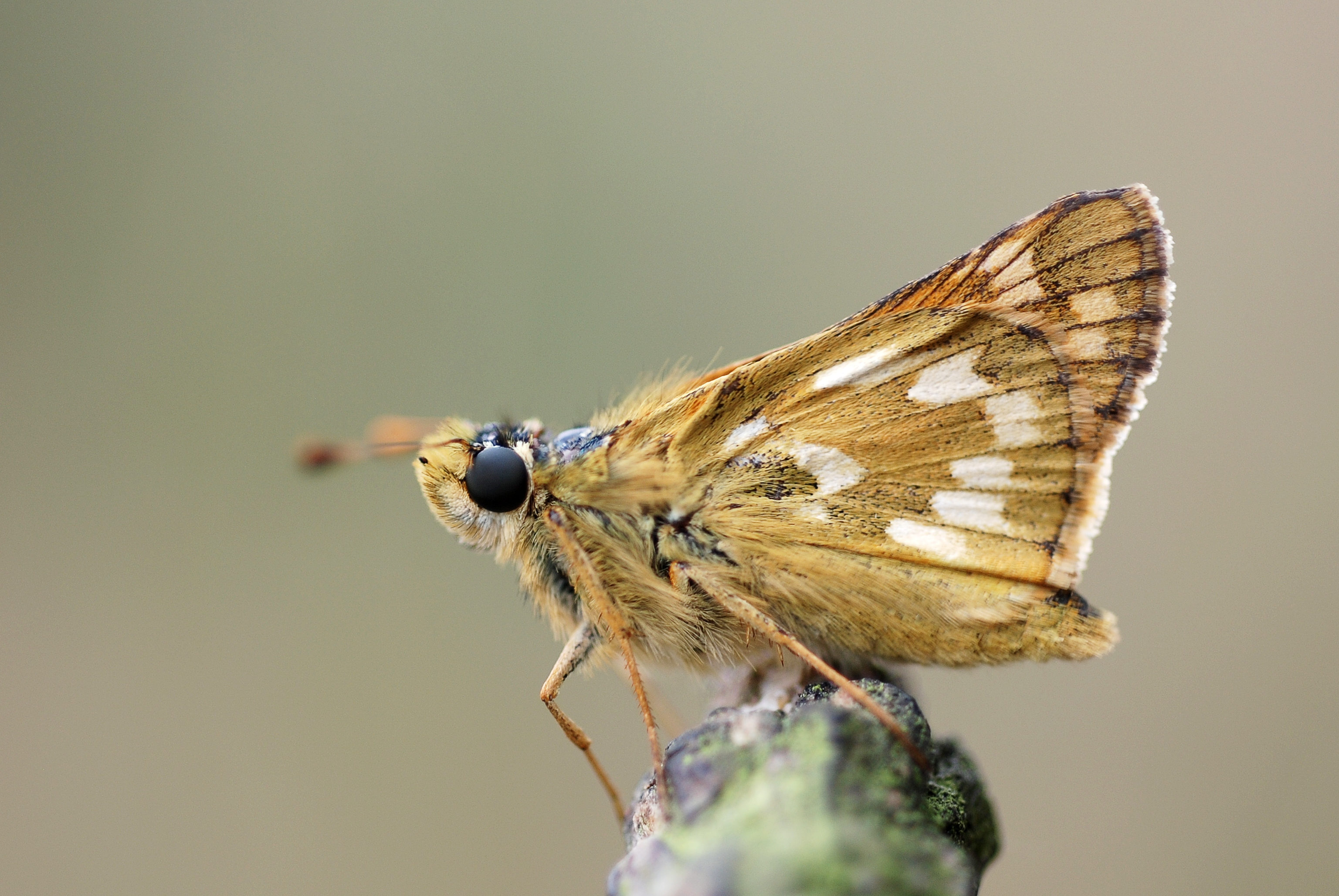
Unterseite des Männchens

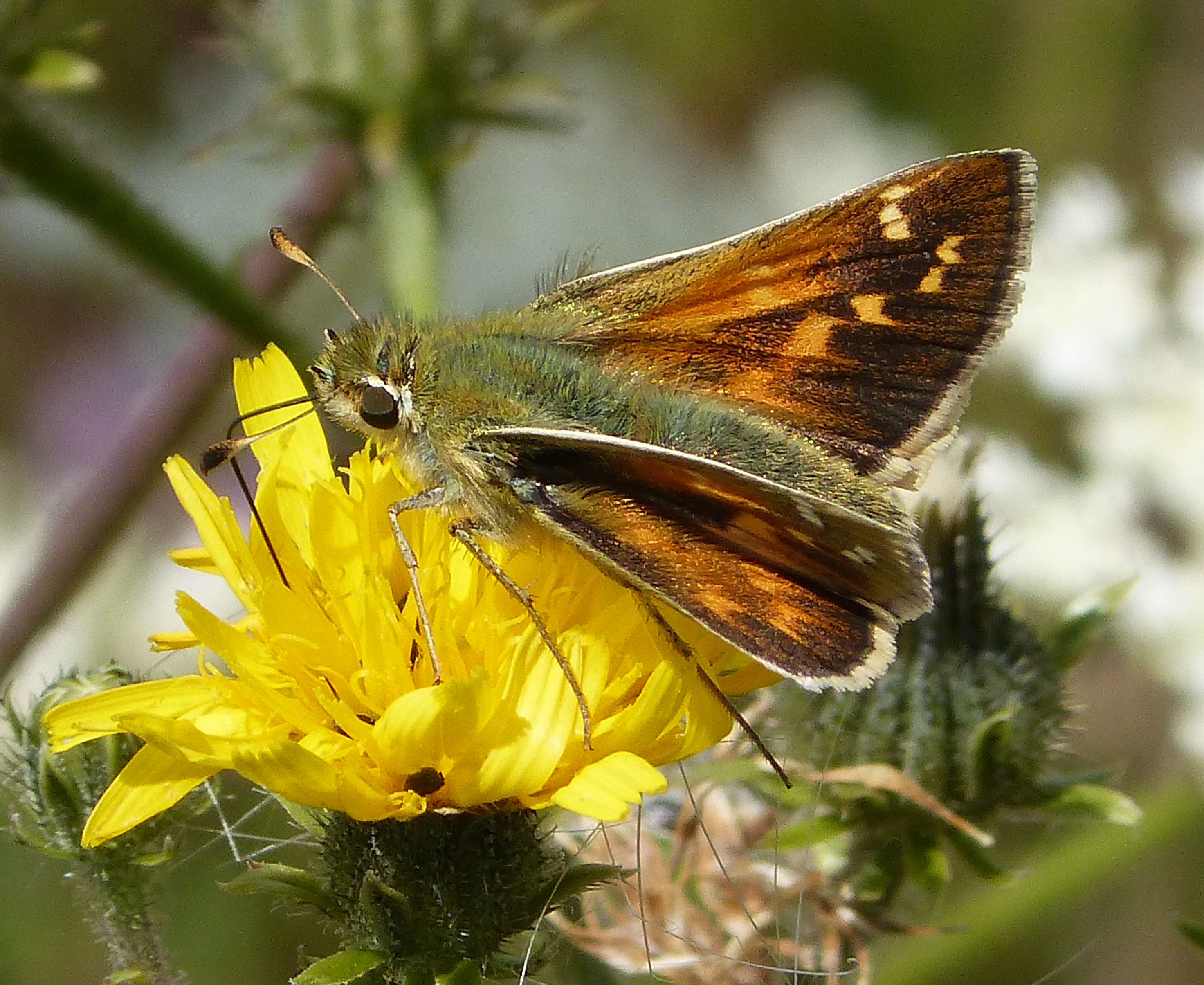
Weibchen

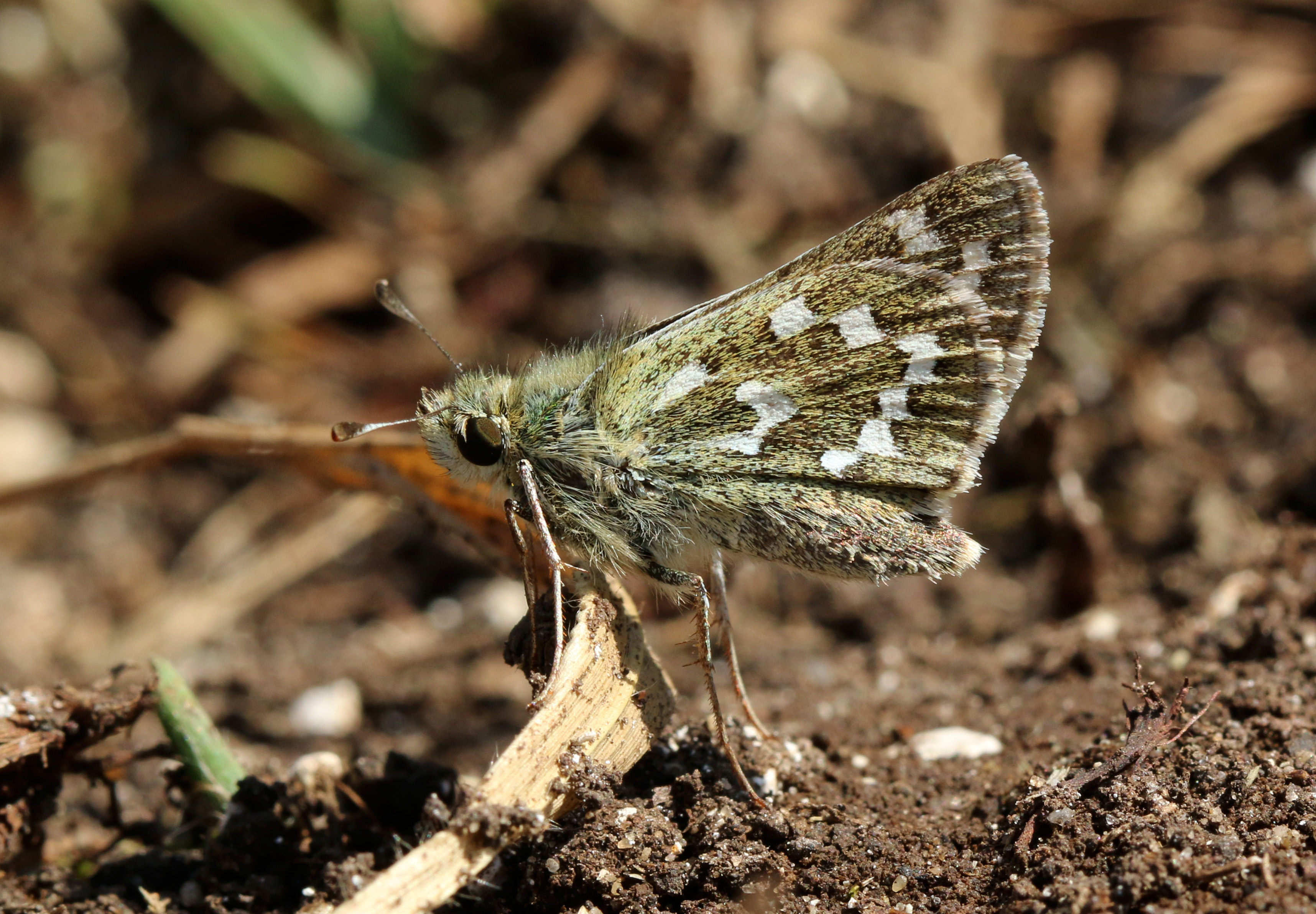
Unterseite des Weibchens

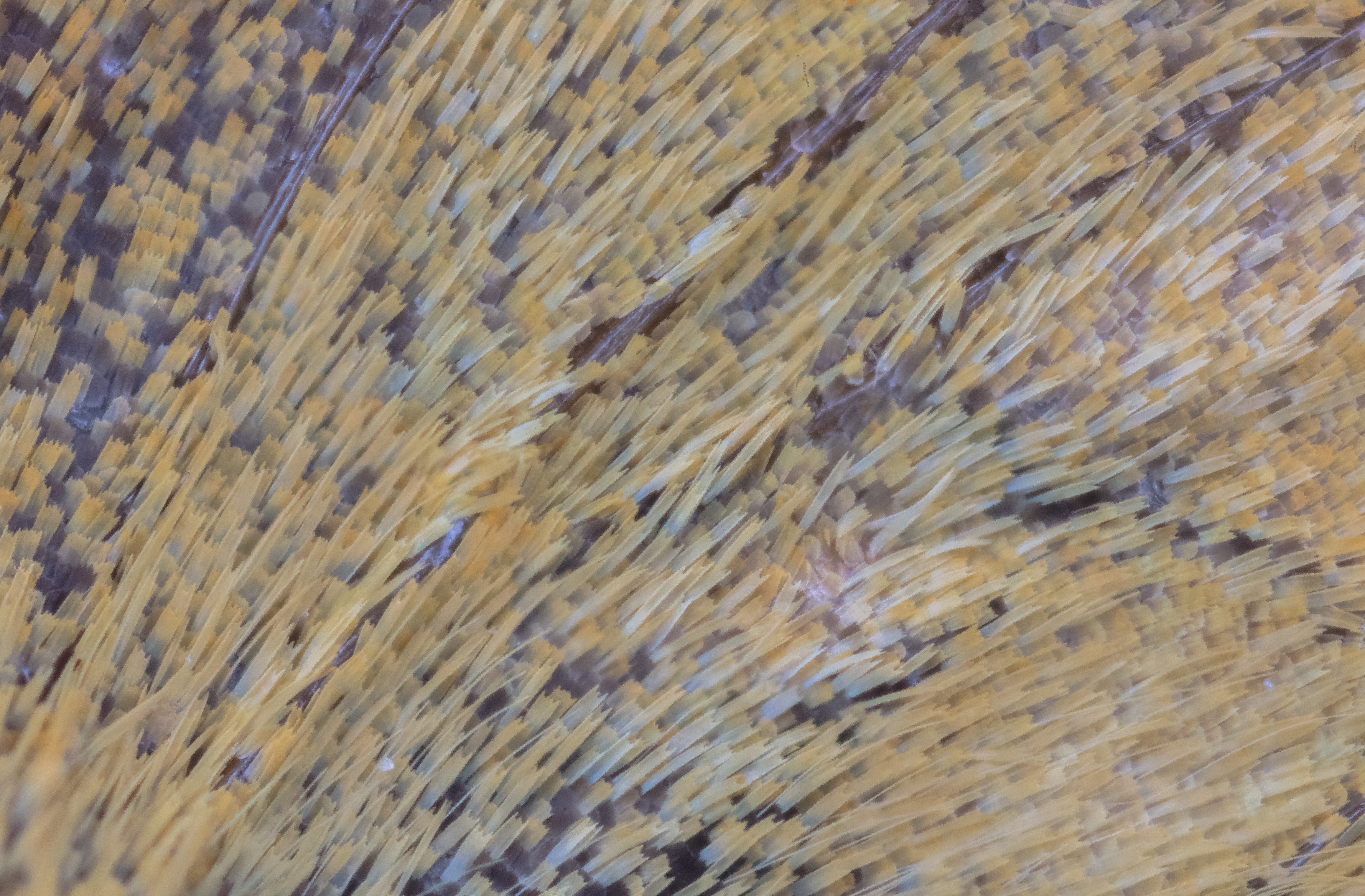
Makroaufnahme vom Flügel

## Merkmale
Die Falter erreichen eine Flügelspannweite von 25 bis 30 Millimetern. Die Flügel sind in der ersten Hälfte (Basalhälfte) orangebraun gefärbt, werden aber zur Spitze hin dunkel.  Im dunklen Bereich tragen sie mehrere helle Flecken. Die Männchen haben ein dunkles „Komma“ auf der Oberseite der Vorderflügel. Dies ist ein Duftschuppenstreifen, mit dem Lockstoffe, die die Weibchen paarungsbereit machen sollen, ausgesendet werden können. Die Weibchen sind dunkler gefärbt und weisen größere Flecken auf. Die Unterseite der Hinterflügel ist ockergelb und hat auch mehrere helle Flecken.
Der Kommafalter ist schwer vom Rostfarbigen Dickkopffalter (Ochlodes sylvanus) zu unterscheiden. Doch ist das Komma des Kommafalters meist noch mit einem silbernen Teilstrich durchzogen und ragt über die Flügeloberfläche hinaus. Die Fühlerkolben vom Rostfarbigen Dickkopffalter (Ochlodes sylvanus) sind im Gegensatz zu Komma-Dickkopffalter (Hesperia comma) an der Spitze abgewinkelt.
Die Raupen werden ca. 26 Millimeter lang, plump gebaut und unbehaart. Sie sind dunkelbraun, grün, graugrün oder dunkelrosa gefärbt und haben einen schwarzen Kopf, der zwei feine, gelbliche Streifen und ein gelbliches Stirndreieck trägt.

### Ähnliche Arten
- Rostfarbiger Dickkopffalter (Ochlodes sylvanus) (Bremer & Grey, 1853)

## Vorkommen
Diese Art kommt im Nordwesten Afrikas, Europa, der Türkei, im gemäßigten Asien bis an den Amur und auch im Nordwesten Amerikas bis in eine Höhe von 2.300 Metern, in Afrika bis 2.800 Metern vor. Sie fehlen auf allen Inseln des Mittelmeers, außer Sizilien. Sie leben in sonnigen, trockenen und nur spärlich bewachsenen Gebieten wie z. B. auf Trockenrasen und Felssteppen, in Sandgruben und an Wegrändern aber auch auf alpinen Magerrasen.

## Lebensweise
Der Flug der Falter wirkt stets nervös und hektisch.

### Flug- und Raupenzeit
Die Tiere leben in einer Generation pro Jahr von Mitte Juni bis August, die Raupenzeit ist von April bis Juni. In kalten Gebieten, wie etwa in Alaska benötigen sie für ihre Entwicklung zwei Jahre.

### Nahrung der Raupen
Die Raupen ernähren sich von schmalblättrigen Süßgräsern, besonders aber von Echtem Schaf-Schwingel (Festuca ovina).

### Entwicklung
Die Weibchen legen ihre glatten, halbkugelförmigen, weißen Eier einzeln an kleinen Grashorsten ab. Außer in den warmen Regionen überwintert entweder das Ei oder die Jungraupe, ohne Nahrungsaufnahme. Sonst überwintert die halb erwachsene Raupe. Die Tiere leben in einem selbst gebauten Köcher aus Pflanzenteilen, in dem sie gut vor Feinden geschützt sind. Sie leben am Boden und verpuppen sich auch dort in einem Gespinst aus zusammengesponnenen Pflanzenteilen. Die darin liegende, braun gefärbte Puppe ist wachsartig bereift. Auffällig ist, dass die Rüsselscheide deutlich länger als die Flügelscheiden ausgebildet ist.

## Gefährdung und Schutz
Rote Liste BRD: 3 (gefährdet)